# Apollon Nikolaevič Majkov
Apollon Nikolaevic Majkov (Mosca, 4 giugno 1821 – San Pietroburgo, 20 marzo 1897) è stato un poeta russo.

## Biografia
Figlio di un pittore, fu appassionato cultore delle antichità greche e latine. 
Le sue poesie sono molto vivide di meditazioni, contemplazioni e reminiscenze, con le quali ricordò momenti storici e spirituali, e si caratterizzarono per l'elevatezza linguistica e formale.
La sua produzione ha spaziato da descrizioni di paesaggi russi ad ambienti italiani e serbi.
Il "lirismo puro" nel corso della carriera si sviluppò e si avvicinò a tematiche politiche e sociali, come le poesie per la Campagna di Crimea e quelle dedicate all'abolizione della servitù della gleba.

## Opere
- Schizzi di Roma, 1847
- Album napoletano, 1850
- Fortunata
- Dal mondo slavo
- Echi della vita
- Paesi e popoli